# American Hockey League 1950-1951
La stagione 1950-1951 è stata la 15ª edizione della American Hockey League, la più importante lega minore nordamericana di hockey su ghiaccio. I New Haven Eagles furono l'ultima franchigia a ritirarsi a stagione in corso prima dei Baltimore Clippers nel 1975. La stagione vide al via dieci formazioni e al termine dei playoff i Cleveland Barons conquistarono la loro quinta Calder Cup sconfiggendo i Pittsburgh Hornets 4-3.

## Modifiche
- I New Haven Ramblers ritornarono alla denominazione New Haven Eagles tuttavia già nel mese di dicembre la squadra si sciolse definitivamente.

## Stagione regolare

### Classifiche
East Division
|  | Pos. | Squadra             | Pt | G  | V  | S  | N | GF  | GS  | DR  |
|  | ---- | ------------------- | -- | -- | -- | -- | - | --- | --- | --- |
|  | 1.   | Buffalo Bisons      | 84 | 70 | 40 | 26 | 4 | 309 | 284 | +25 |
|  | 2.   | Hershey Bears       | 80 | 70 | 38 | 28 | 4 | 256 | 242 | +14 |
|  | 3.   | Springfield Indians | 60 | 70 | 27 | 37 | 6 | 268 | 254 | +14 |
|  | 4.   | Providence Reds     | 53 | 70 | 24 | 41 | 5 | 247 | 303 | -56 |
|  | 5.   | New Haven Eagles    | 10 | 28 | 5  | 23 | 0 | 74  | 154 | -80 |

West Division
|  | Pos. | Squadra               | Pt | G  | V  | S  | N | GF  | GS  | DR  |
|  | ---- | --------------------- | -- | -- | -- | -- | - | --- | --- | --- |
|  | 1.   | Cleveland Barons      | 93 | 71 | 44 | 22 | 5 | 281 | 221 | +60 |
|  | 2.   | Indianapolis Capitals | 79 | 70 | 38 | 29 | 3 | 287 | 255 | +32 |
|  | 3.   | Pittsburgh Hornets    | 69 | 71 | 31 | 33 | 7 | 212 | 177 | +35 |
|  | 4.   | St. Louis Flyers      | 68 | 70 | 32 | 34 | 4 | 233 | 252 | -19 |
|  | 5.   | Cincinnati Mohawks    | 64 | 70 | 28 | 34 | 8 | 203 | 228 | -25 |

Legenda:

      Ammesse ai Playoff
      Fallita a stagione in corso
Note:

Due punti a vittoria, un punto a pareggio, zero a sconfitta.

### Statistiche
Classifica marcatori
| Giocatore          | Squadra                 | PG | Gol | Assist | Punti |
| ------------------ | ----------------------- | -- | --- | ------ | ----- |
| Ab DeMarco         | Buffalo Bisons          | 64 | 37  | 76     | 113   |
| Grant Warwick      | Buffalo Bisons          | 65 | 34  | 65     | 99    |
| Jack McGill        | Providence Reds         | 69 | 29  | 69     | 98    |
| Fred Thurier       | Cleveland Barons        | 64 | 32  | 63     | 95    |
| Fred Glover        | Indianapolis Capitals   | 69 | 48  | 36     | 84    |
| Max McNab          | Indianapolis Capitals   | 70 | 36  | 48     | 84    |
| George Sullivan    | Hershey Bears           | 70 | 28  | 56     | 84    |
| Wally Hergesheimer | Cleveland Barons        | 71 | 42  | 41     | 83    |
| Jackie Hamilton    | 2 franchigie (PRO, STL) | 67 | 33  | 44     | 77    |
| Cliff Simpson      | St. Louis Flyers        | 65 | 40  | 34     | 74    |
|                    |                         |    |     |        |       |

Classifica portieri
| Giocatore     | Squadra               | PG | MGS  |  |
| ------------- | --------------------- | -- | ---- |  |
| Gilles Mayer  | Pittsburgh Hornets    | 71 | 2.45 |  |
| Johnny Bower  | Cleveland Barons      | 70 | 3.04 |  |
| Emile Francis | Cincinnati Mohawks    | 53 | 3.15 |  |
| Gordon Henry  | Hershey Bears         | 70 | 3.46 |  |
| Jim Henry     | Indianapolis Capitals | 58 | 3.48 |  |
|               |                       |    |      |  |

## Playoff
|  | Primo turno | Primo turno           | Primo turno        |                    |               | Semifinali    | Semifinali     | Semifinali |  |  | Calder Cup | Calder Cup | Calder Cup |  |
|  |             |                       |                    |                    |               |               |                |            |  |  |            |            |            |  |
|  |             |                       |                    |                    |               | E1            | Buffalo Bisons | 0          |  |  |            |            |            |  |
|  |             |                       |                    |                    |               | E1            | Buffalo Bisons | 0          |  |  |            |            |            |  |
|  |             |                       | W1                 | Cleveland Barons   | 4             |               |                |            |  |  |            |            |            |  |
|  |             |                       |                    | Cleveland Barons   | 4             |               |                |            |  |  |            |            |            |  |
|  |             |                       |                    |                    |               |               |                |            |  |  |            |            |            |  |
|  |             |                       |                    |                    |               |               |                |            |  |  |            |            |            |  |
|  |             | Cleveland Barons      | Cleveland Barons   | 4                  |               |               |                |            |  |  |            |            |            |  |
|  |             |                       |                    |                    |               |               |                |            |  |  |            |            |            |  |
|  |             |                       | Pittsburgh Hornets | Pittsburgh Hornets | 3             |               |                |            |  |  |            |            |            |  |
|  | E2          | Hershey Bears         | Pittsburgh Hornets | Pittsburgh Hornets | 3             | 3             |                |            |  |  |            |            |            |  |
|  | E2          | Hershey Bears         |                    |                    |               |               |                |            |  |  |            |            |            |  |
|  | W2          | Indianapolis Capitals | 0                  |                    |               |               |                |            |  |  |            |            |            |  |
|  | W2          | Indianapolis Capitals | 0                  |                    | Hershey Bears | Hershey Bears | 0              |            |  |  |            |            |            |  |
|  |             |                       |                    |                    | Hershey Bears | Hershey Bears | 0              |            |  |  |            |            |            |  |
|  |             |                       | Pittsburgh Hornets | Pittsburgh Hornets | 3             |               |                |            |  |  |            |            |            |  |
|  | E3          | Springfield Indians   | Pittsburgh Hornets | Pittsburgh Hornets | 3             | 0             |                |            |  |  |            |            |            |  |
|  | E3          | Springfield Indians   |                    |                    |               |               |                |            |  |  |            |            |            |  |
|  | W3          | Pittsburgh Hornets    | 3                  |                    |               |               |                |            |  |  |            |            |            |  |

## Premi AHL
- Calder Cup: Cleveland Barons
- F. G. "Teddy" Oke Trophy: Cleveland Barons
- Carl Liscombe Trophy: Ab DeMarco (Buffalo Bisons)
- Dudley "Red" Garrett Memorial Award: Wally Hergesheimer (Cleveland Barons)
- Harry "Hap" Holmes Memorial Award: Gilles Mayer (Pittsburgh Hornets)
- Les Cunningham Award: Ab DeMarco (Buffalo Bisons)

### Vincitori
| Cleveland Barons | Portiere: Johnny Bower Difensori: Hy Buller, Eddie Bush, Sam Lavitt, Joe Lund, Phil Samis, Tom Williams Attaccanti: Ray Ceresino, Lloyd Doran, Les Douglas, Wally Hergesheimer, Murdo MacKay, Eddie Olson, Glen Sonmor, Harry Taylor, Fred Thurier, Nick Tomiuk Allenatore: Bun Cook |

### AHL All-Star Team
First All-Star Team
- Attaccanti: Paul Meger • Ab DeMarco • Fred Glover
- Difensori: Pete Backor • Hy Buller
- Portiere: Gilles Mayer

Second All-Star Team
- Attaccanti: Billy Gooden • Fred Thurier • Wally Hergesheimer
- Difensori: Hugh Currie • Marcel Pronovost
- Portiere: Johnny Bower